# Бруно Кесслер
Бруно Кесслер (італ. Bruno Kessler) (17 лютого 1924, Пейо — 19 березня 1991, Тренто) — італійський політик, президент в автономній провінції Тренто з 1960 по 1973 рр. Батько Джованні Кесслера. У 1962 році він заснував Trentino Institute of Culture (нині Fondazione Bruno Kessler). Ця фундація сьогодні у складі Університету Тренто.